# Municipio de Egg Harbor
El municipio de Egg Harbor (en inglés: Egg Harbor Township) es un municipio ubicado en el condado de Atlantic en el estado estadounidense de Nueva Jersey. En el año 2010 tenía una población de 43.323 habitantes y una densidad poblacional de 248.4 personas por km².

## Geografía
El municipio de Egg Harbor se encuentra ubicado en las coordenadas 39°23′28″N 74°35′38″O / 39.39111, -74.59389.

## Demografía
Según la Oficina del Censo en 2000 los ingresos medios por hogar en la localidad eran de $52,550 y los ingresos medios por familia eran $60,032. Los hombres tenían unos ingresos medios de $40,033 frente a los $30,643 para las mujeres. La renta per cápita para la localidad era de $22,328. Alrededor del 5,4% de la población estaba por debajo del umbral de pobreza.